# Eredivisie Cup 2021/22
De derde editie van de Eredivisie Cup wordt gespeeld op 26 en 29 mei 2022 en eindigt met een finalewedstrijd op zondag 5 juni 2022. Vorig seizoen won Ajax haar eerste titel na het verslaan van FC Twente.

## Opzet
Voor de derde maal achtereen wordt de opzet van het toernooi gewijzigd. De winnaars van de periodetitels (elke negen wedstrijden in de Eredivisie) en het hoogstgeplaatste team op de ranglijst zonder periodetitel spelen via knock-outwedstrijden om de winst.

## Speeldata
| Halve finale          | Halve finale       | Finale             |
| 1e wedstrijd          | 2e wedstrijd       | Finale             |
| --------------------- | ------------------ | ------------------ |
| donderdag 26 mei 2022 | zondag 29 mei 2022 | zondag 5 juni 2022 |

## Deelnemers
| Periode                | Winnaar      |
| ---------------------- | ------------ |
| 1.                     | Ajax         |
| 2.                     | FC Twente    |
| 3.                     | ADO Den Haag |
| Hoogst geplaatste team |              |
| 4.                     | PSV          |

## Wedstrijden

### Halve finale
|                                |                  |       |                                                                       |                                                                          |
| Halve finale 26 mei 2022 14.30 | ADO Den Haag     | 1 – 6 | FC Twente                                                             | Stadion: Cars Jeans Stadion, Den Haag Scheidsrechter: H. van de Ketterij |
| Halve finale 26 mei 2022 14.30 | Wiëlle Douma 10' |       | 35', 63' Fenna Kalma 51', 76' Anna-Lena Stolze 69', 72' Renate Jansen | Stadion: Cars Jeans Stadion, Den Haag Scheidsrechter: H. van de Ketterij |
| Halve finale 26 mei 2022 14.30 |                  |       |                                                                       | Stadion: Cars Jeans Stadion, Den Haag Scheidsrechter: H. van de Ketterij |
| Halve finale 26 mei 2022 14.30 |                  |       |                                                                       | Stadion: Cars Jeans Stadion, Den Haag Scheidsrechter: H. van de Ketterij |
|                                |                  |       |                                                                       |                                                                          |

|                                                                           |                                                   |       |              |                                                           |
| Halve finale (return) 29 mei 2022 14.30                                   | FC Twente                                         | 2 – 0 | ADO Den Haag | Stadion: Het Diekman, Enschede Scheidsrechter: B. Kuipers |
| Halve finale (return) 29 mei 2022 14.30                                   | Fenna Kalma 28' Nurija van Schoonhoven 63' (pen.) |       |              | Stadion: Het Diekman, Enschede Scheidsrechter: B. Kuipers |
| Halve finale (return) 29 mei 2022 14.30                                   |                                                   |       |              | Stadion: Het Diekman, Enschede Scheidsrechter: B. Kuipers |
| Halve finale (return) 29 mei 2022 14.30                                   |                                                   |       |              | Stadion: Het Diekman, Enschede Scheidsrechter: B. Kuipers |
| Bijz.: FC Twente won over twee wedstrijden met een totaalscore van 8 – 1. |                                                   |       |              |                                                           |

|                                |     |                                               |      |                                                         |
| Halve finale 26 mei 2022 14.30 | PSV | 0 – 2                                         | Ajax | Stadion: De Herdgang, Eindhoven Scheidsrechter: M. Vink |
| Halve finale 26 mei 2022 14.30 |     | 11' Nadine Noordam 47' Stefanie van der Gragt |      | Stadion: De Herdgang, Eindhoven Scheidsrechter: M. Vink |
| Halve finale 26 mei 2022 14.30 |     |                                               |      | Stadion: De Herdgang, Eindhoven Scheidsrechter: M. Vink |
| Halve finale 26 mei 2022 14.30 |     |                                               |      | Stadion: De Herdgang, Eindhoven Scheidsrechter: M. Vink |
|                                |     |                                               |      |                                                         |

|                                                                      |                                             |       |     |                                                            |
| Halve finale (return) 29 mei 2022 14.30                              | Ajax                                        | 3 – 0 | PSV | Stadion: De Toekomst, Amsterdam Scheidsrechter: R. Meilink |
| Halve finale (return) 29 mei 2022 14.30                              | Romée Leuchter 28' Victoria Pelova 39', 41' |       |     | Stadion: De Toekomst, Amsterdam Scheidsrechter: R. Meilink |
| Halve finale (return) 29 mei 2022 14.30                              |                                             |       |     | Stadion: De Toekomst, Amsterdam Scheidsrechter: R. Meilink |
| Halve finale (return) 29 mei 2022 14.30                              |                                             |       |     | Stadion: De Toekomst, Amsterdam Scheidsrechter: R. Meilink |
| Bijz.: Ajax won over twee wedstrijden met een totaalscore van 5 – 0. |                                             |       |     |                                                            |

### Finale
|                                         |                                                                        |               |                                           |                       |
| 5 juni 2022 14.30 Finale Eredivisie Cup | FC Twente                                                              | 4 – 3 (1 – 1) | Ajax                                      | Het Diekman, Enschede |
| 5 juni 2022 14.30 Finale Eredivisie Cup | Anna-Lena Stolze 27', 55' Regina van Eijk 53' (e.d.) Renate Jansen 70' | Verslag       | 18', 67' Romée Leuchter 89' Tiny Hoekstra | Het Diekman, Enschede |

| FC Twente | Ajax |

| Eredivisie Cup 2021/22 | Eredivisie Cup 2021/22 | Eredivisie Cup 2021/22 |
| ---------------------- | ---------------------- | ---------------------- |
| FC Twente Tweede titel |                        |                        |

## Statistieken

### Doelpuntenmaaksters
4 doelpunten
- Anna-Lena Stolze (FC Twente)

3 doelpunten
- Romée Leuchter (Ajax)
- Fenna Kalma (FC Twente)
- Renate Jansen (FC Twente)

2 doelpunten
- Victoria Pelova (Ajax)

1 doelpunt
- Wiëlle Douma (ADO Den Haag)
- Stefanie van der Gragt (Ajax)
- Tiny Hoekstra (Ajax)
- Nadine Noordam (Ajax)
- Nurija van Schoonhoven (FC Twente)

Eigen doelpunt
- Regina van Eijk (Ajax; tegen FC Twente)

## Voetnoten
2019/20 · 2020/21 · 2021/22 · 2022/23 · 2023/24 · 2024/25